# Abtei Fontdouce

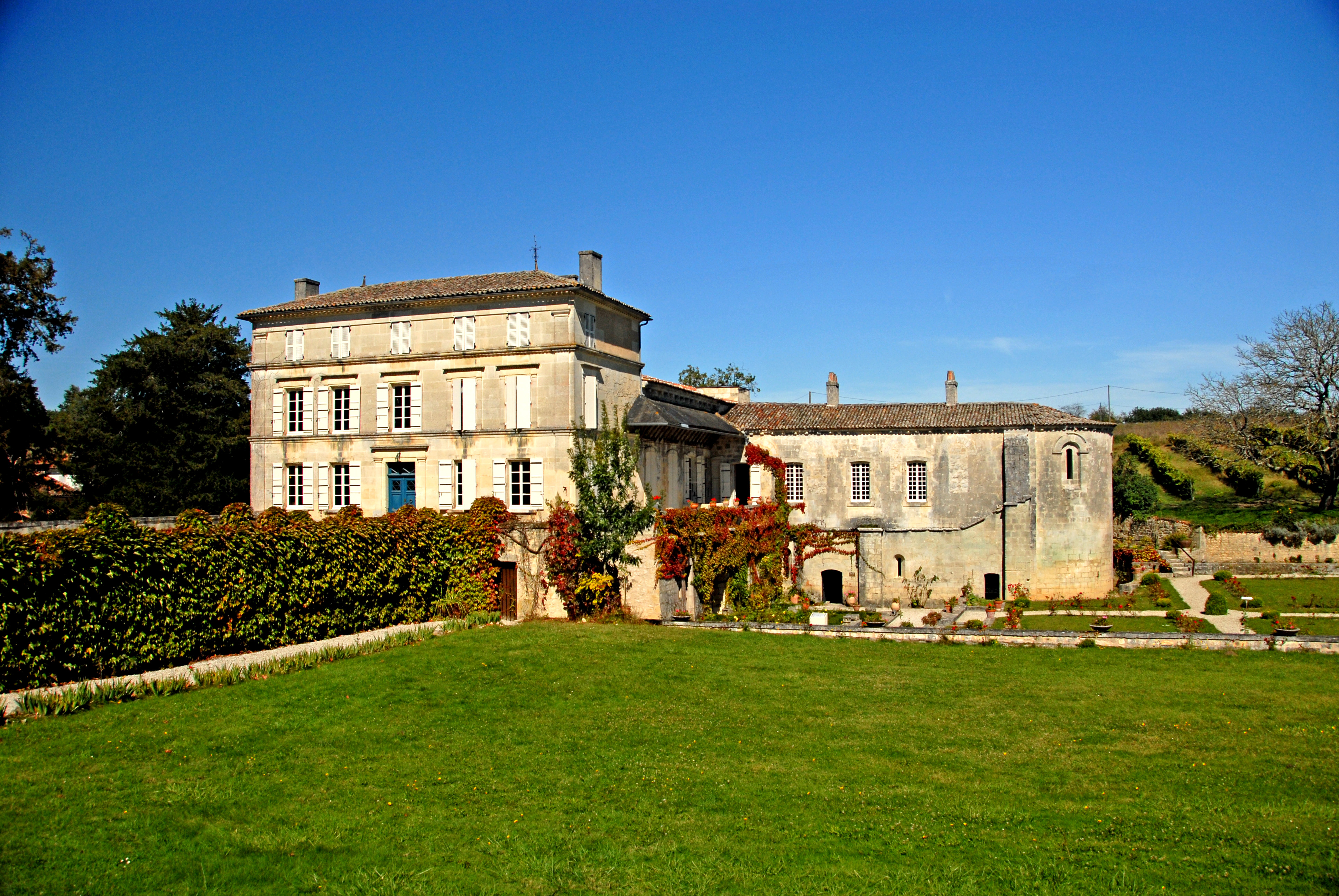
Abtei Fondouce, Überblick von Süden

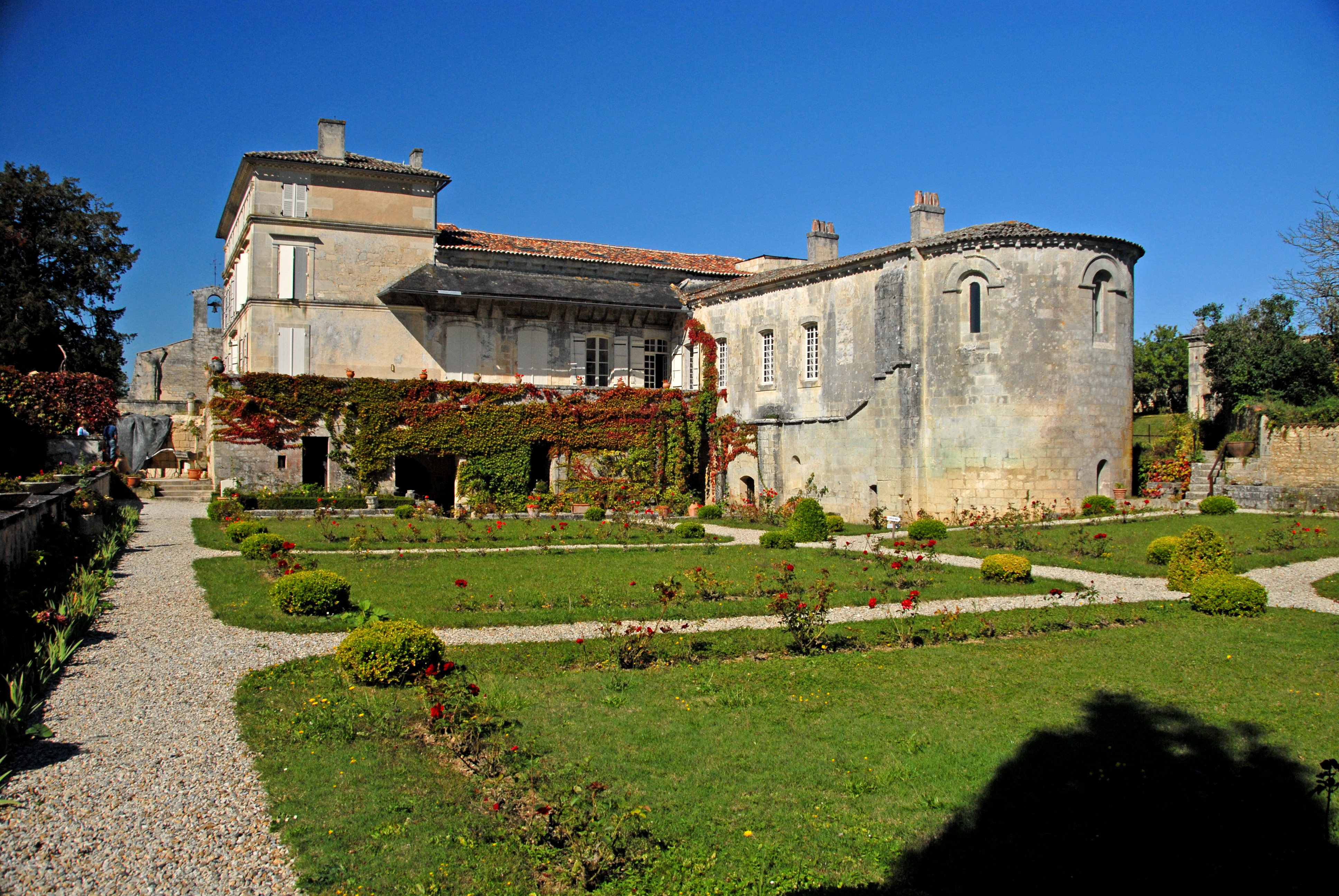
Fontdouce von Osten, rechts zwei romanische Kapellen übereinander

Die Abtei Fontdouce (lat. Fons Dulcis) ist ein ehemaliges Benediktinerkloster in Frankreich. Sie liegt in der Saintonge, circa 15 Kilometer östlich von Saintes, zwischen den Ortschaften Saint-Bris-des-Bois und Burie im Département Charente-Maritime in der Region Nouvelle-Aquitaine.
Der Name kommt von franz. Font = Quelle und franz.douce = süß oder frühlingshaft und bedeutet „Quelle des Frühlings“ oder „an der süßen Quelle“.

## Geschichte
Vermutlich gab es an diesem Ort schon römische oder gallo-römische Siedlungen. Die in der Mitte des zweiten Jahrhunderts von den Römern erbaute Stadt Santorum (heute Saintes) ist nicht weit entfernt.
Die Gründung des Klosters erfolgte im Jahr 1111. Obwohl die Klosteranlage im Laufe der Jahrhunderte erheblichen Zerstörungen ausgesetzt war, sind die Merkmale typischromanischen Baustils heute noch unverkennbar. Hervorzuheben sind dazu die beiden übereinander liegenden Kirchenräume in romanischer Kapellenbauweise.
Die asketische Lebenshaltung ihrer Bewohner spiegelt sich in der besonders kargen Ausstattung der unteren Kapelle wider. Das 12. Jahrhundert war für die damaligen Verhältnisse relativ friedlich. Das Land befand sich in einer Phase wirtschaftlichen und kulturellen Aufschwungs. Zusätzlich profitierte die Abtei Fontdouce von ihrer Lage an einem der Pilgerwege nach Santiago de Compostela.
Eleonore von Aquitanien, Königin von England und Frankreich, die Mutter von Richard Löwenherz, subventionierte die Abtei und die Mönche konnten so das Anwesen beträchtlich erweitern, jetzt aber im neuen Stil der Gotik, gut erhalten im Kapitelsaal. Unmittelbar daran anschließend entstand damals die große gotische Abteikirche, von der heute so gut wie nichts mehr übrig geblieben ist. Unter Eleonore erlebte die Abtei ihre hohe Blütezeit. Neben großen Ländereien, die um das Kloster herum lagen, gelangte sogar der Hafen von La Rochelle in das Eigentum der Mönche von Fontdouce! Im 15. Jahrhundert erhielt die Abtei immerhin einen königlichen Titel und unterstand fortan dem König.
Das 16. Jahrhundert brachte Krieg und Elend und der Niedergang der Abtei Fontdouce begann. Die Religionskriege (1562–1598) verwüsteten Dörfer und Städte. Die Abteikirche und das Abwassersystem, das die Abtei vor Überschwemmungen des Baches schützte, der durch das Gelände führte, wurden zerstört. In der Not schüttete man innerhalb und außerhalb der Abteigebäude Erdreich auf, um dem Wasser Einhalt zu gebieten. So wurde ein Großteil der alten Bausubstanz zugeschüttet. Auf den Trümmern der ehemaligen Abteikirche entstand eine Terrasse, über die man zu den Gärten gelangte. Die obere Kapelle wurde von den Mönchen zu Wohnräumen umgebaut.
Während der französischen Revolution wurde 1789 die Abtei fast völlig zerstört. Nur der Kapitelsaal, der Sprechgang und die romanischen Kapellen blieben, teilweise verschüttet, übrig.
Die letzten Mönche wurden 1793 vertrieben. Die Abtei wurde Staatseigentum und diente der umgebenden Bevölkerung als Steinbruch.
1794 wurden die Überreste wieder privatisiert, indem sie ein Landwirt käuflich erwarb, der in den Trümmern auf den Mauern des Klosters ein herrschaftliches Haus in napoleonischem Stil errichten ließ. Die Obergeschossräume des Klosters wie das Dormitorium und die obere Kapelle wurden in das Wohngebäude einbezogen. Seit 1820 ist es im Familienbesitz des heutigen Eigentümers.

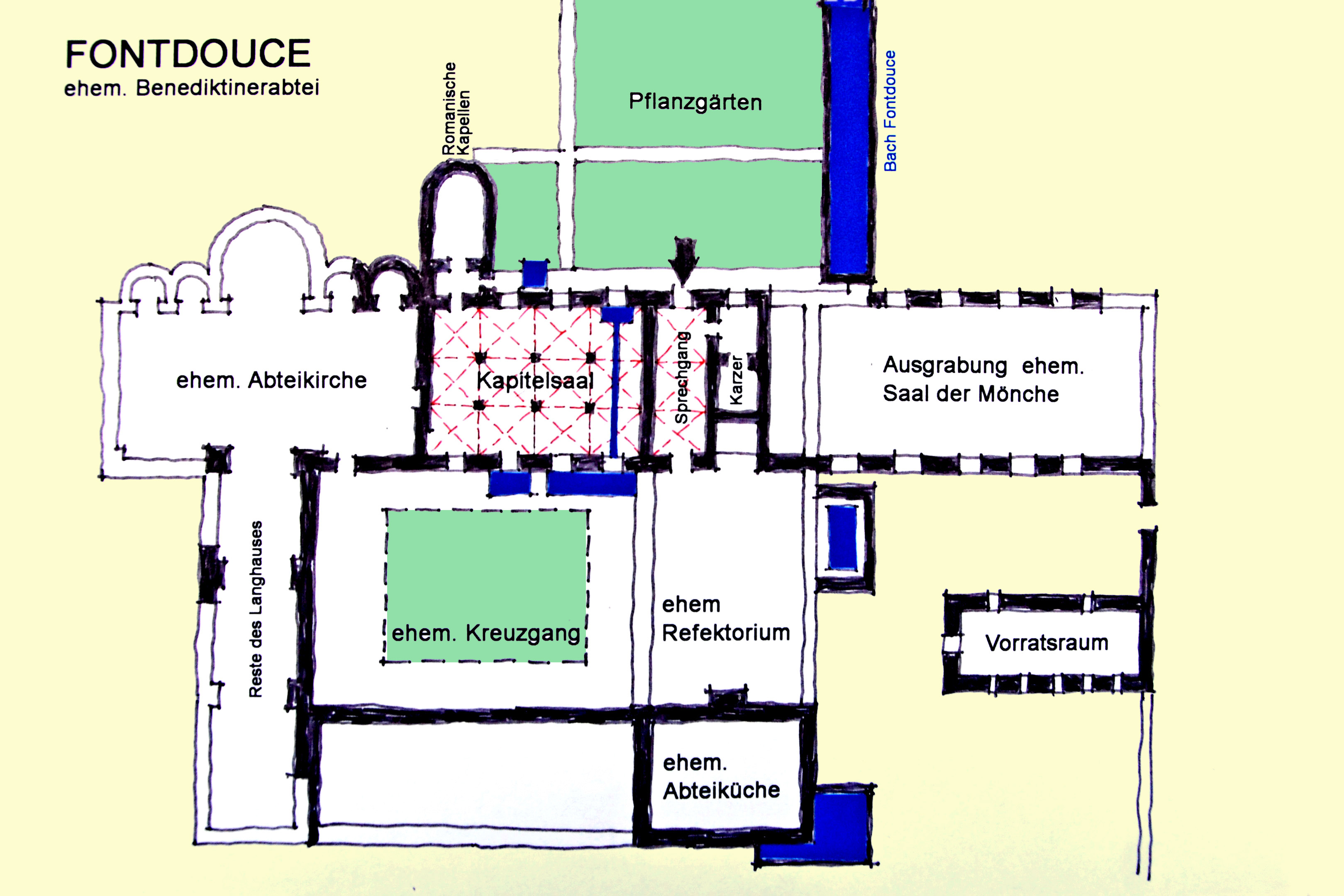
Grundriss der Abtei

Seit 1970 sind systematische Freilegungs- und Restaurierungsarbeiten staatlicher Behörden im Gange. 1990 wurden die Überreste der Abtei Fontdouce in die Liste der „Monuments historiques“ aufgenommen und für die Öffentlichkeit zugänglich gemacht.

## Architektur

### Untere romanische Kapelle
Sie war der erste Kirchenraum des zunächst romanischen Klosters, entsprechend den benediktinischen Regeln ausgestattet mit einfachem Tonnengewölbe ohne Strukturen (einschiffig, ohne Querschiff) und ohne Dekor. An den rohen Steinwänden sind rundum rote Tatzenkreuze des Templerordens eingemeißelt, ein Ausdruck der Dankbarkeit gegenüber den wohlhabenden Ordensrittern für die Leihgabe von Geldmitteln und für den Schutz, den sie den Santiago–Pilgern gewährten.
Eine Markierung 70 cm über dem Fußboden weist auf die Höhe der bis 1975 vorhandenen Verfüllung mit Schutt hin. Bis dahin waren alle Öffnungen vermauert und der Raum diente als kühles Weinlager.

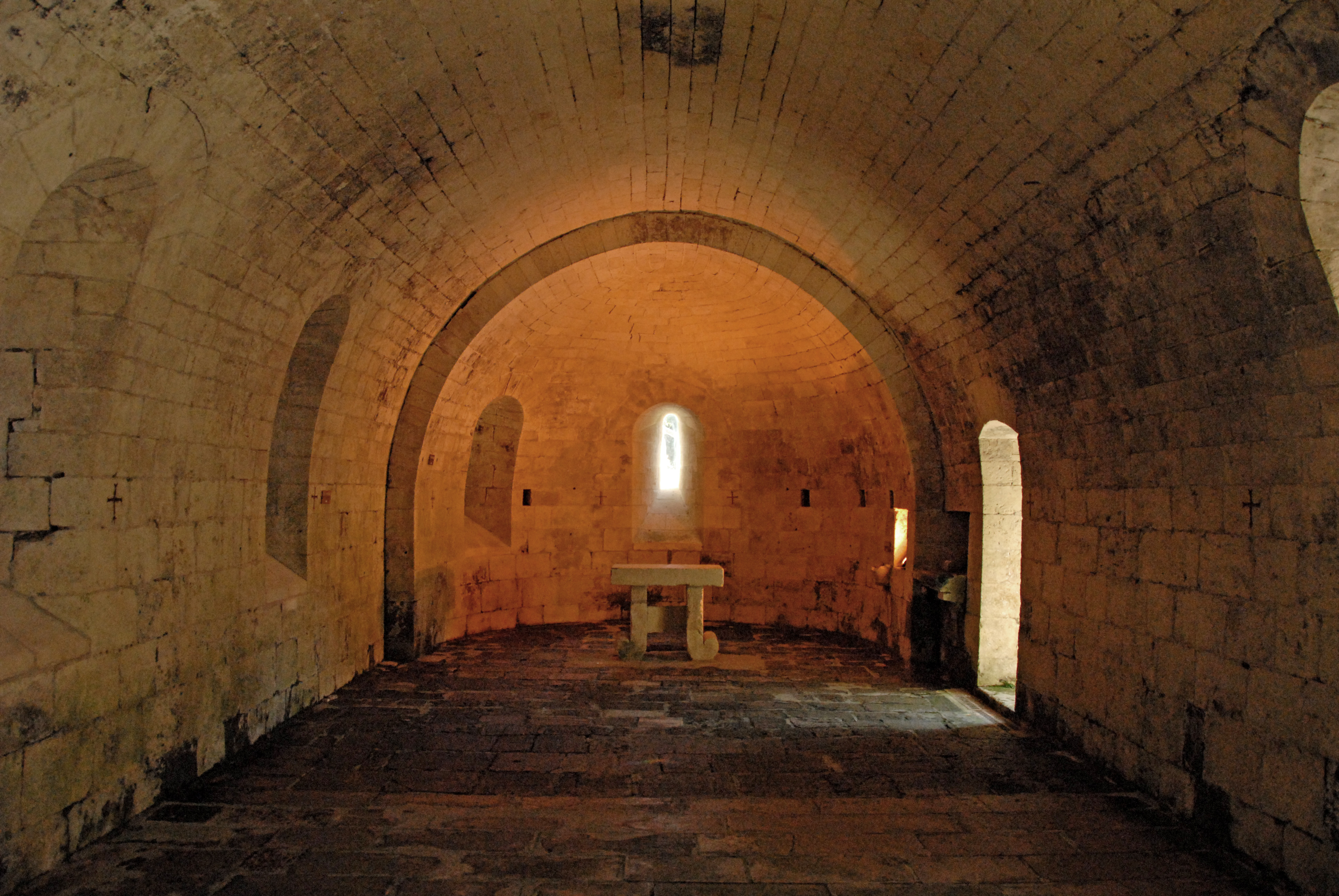
Untere Kapelle
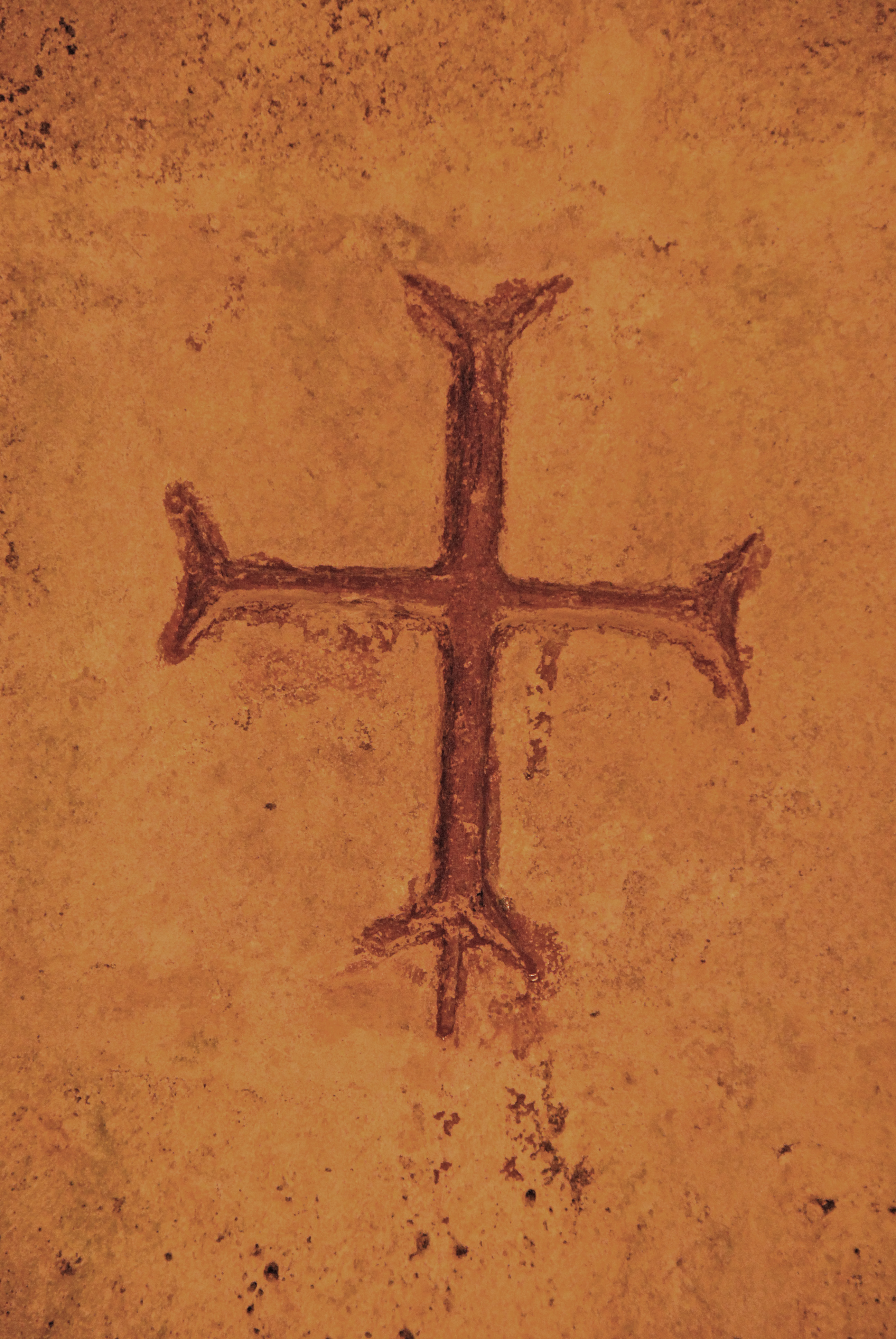
Tatzenkreuz der Templer
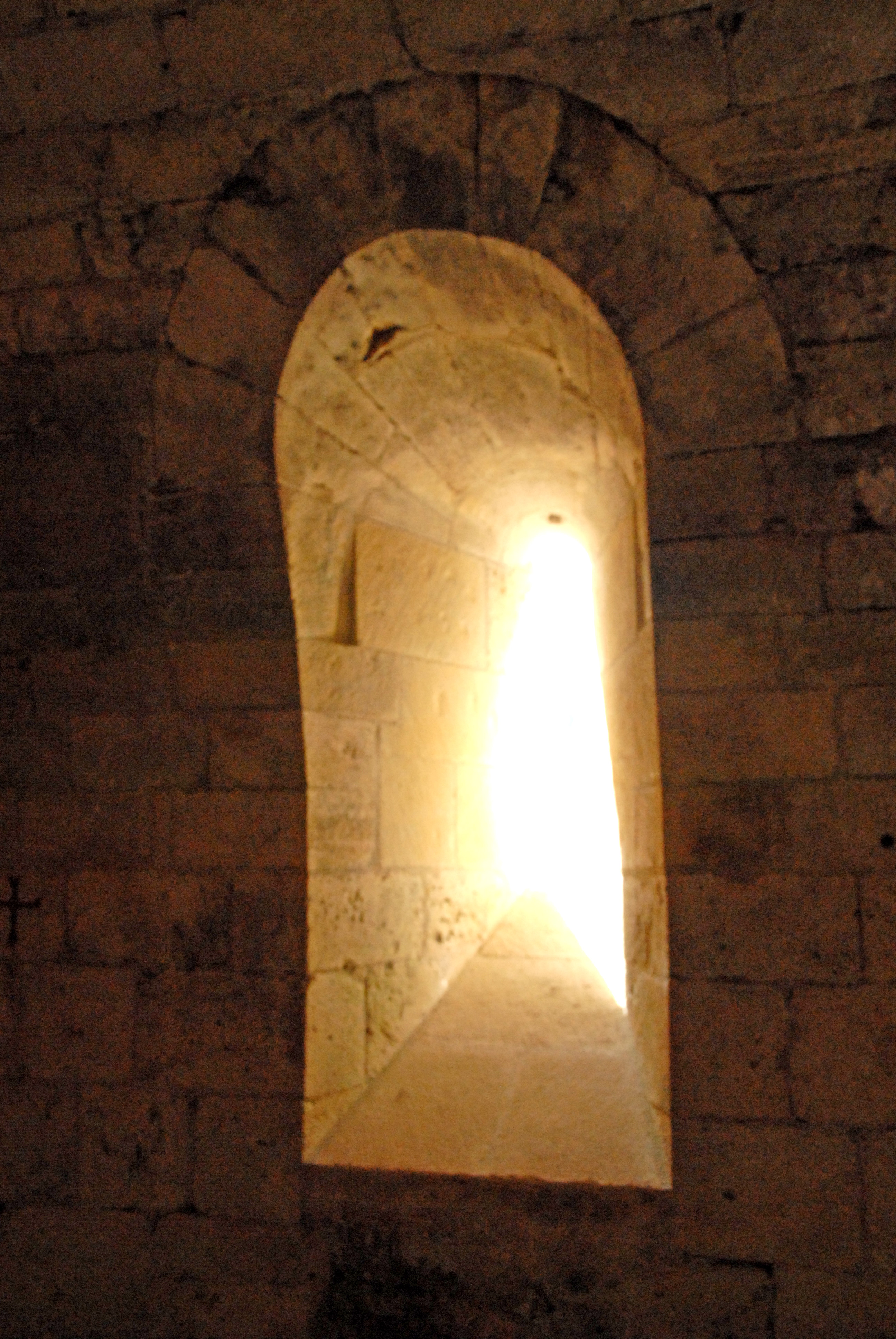
Romanisches Fenster der unteren Kapelle
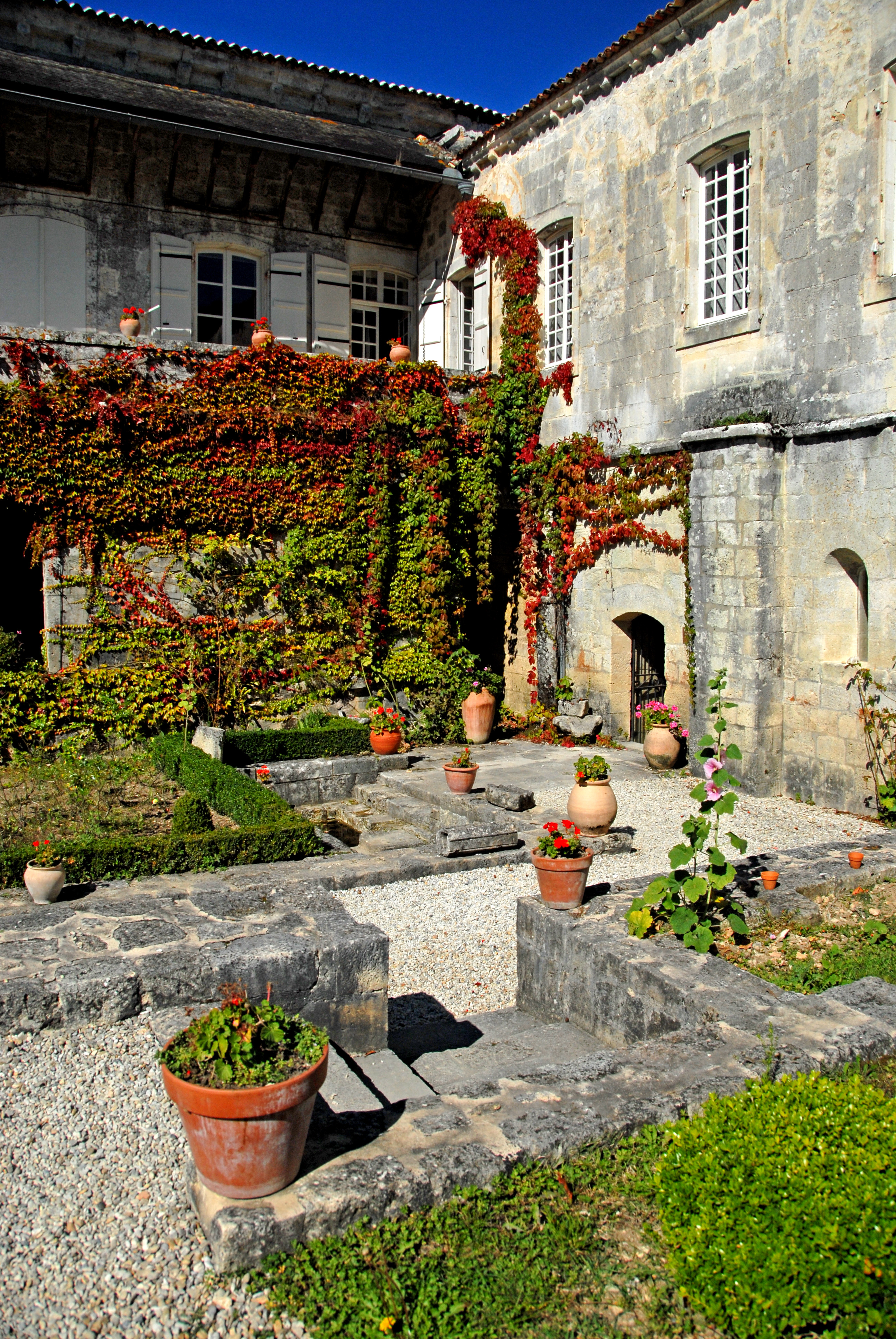
Garten vor Eingang untere Kapelle

### Kapitelsaal
Der Kapitelsaal des Klosters diente zur täglichen Versammlung der Chor–Mönche, um die Lesung eines Kapitels aus den Regeln des hl. Benedikt zu hören. Die einfachen Brüder, die weder schreiben noch lesen konnten und nur manuelle Tätigkeiten verrichteten, waren dort nicht zugelassen. Der Kapitelsaal ist Teil des zweiten, im gotischen Stil erweiterten Klosters aus dem 13. Jahrhundert. Er ist einer der größten mittelalterlichen Kapitelsäle Frankreichs, überwölbt mit 12 etwa gleich großen Kreuzrippengewölben auf schlanken Rundpfeilern mit skulptierten Kapitellen. Der Boden ist mit den keramischen Originalfliesen belegt.
Das kristallklare Wasser des Quellbaches Fontdouce durchfließt das Gebäude, hier im Kapitelsaal ohne Abdeckung. Man wird erinnert an keltische Quellheiligtümer. Gehen die Gründung und der Name vielleicht auf ein solches zurück?
Wie die untere Kapelle war auch der Kapitelsaal vor 1974 etwa 1,50 m hoch mit Schutt bedeckt und alle Fenster waren vermauert.

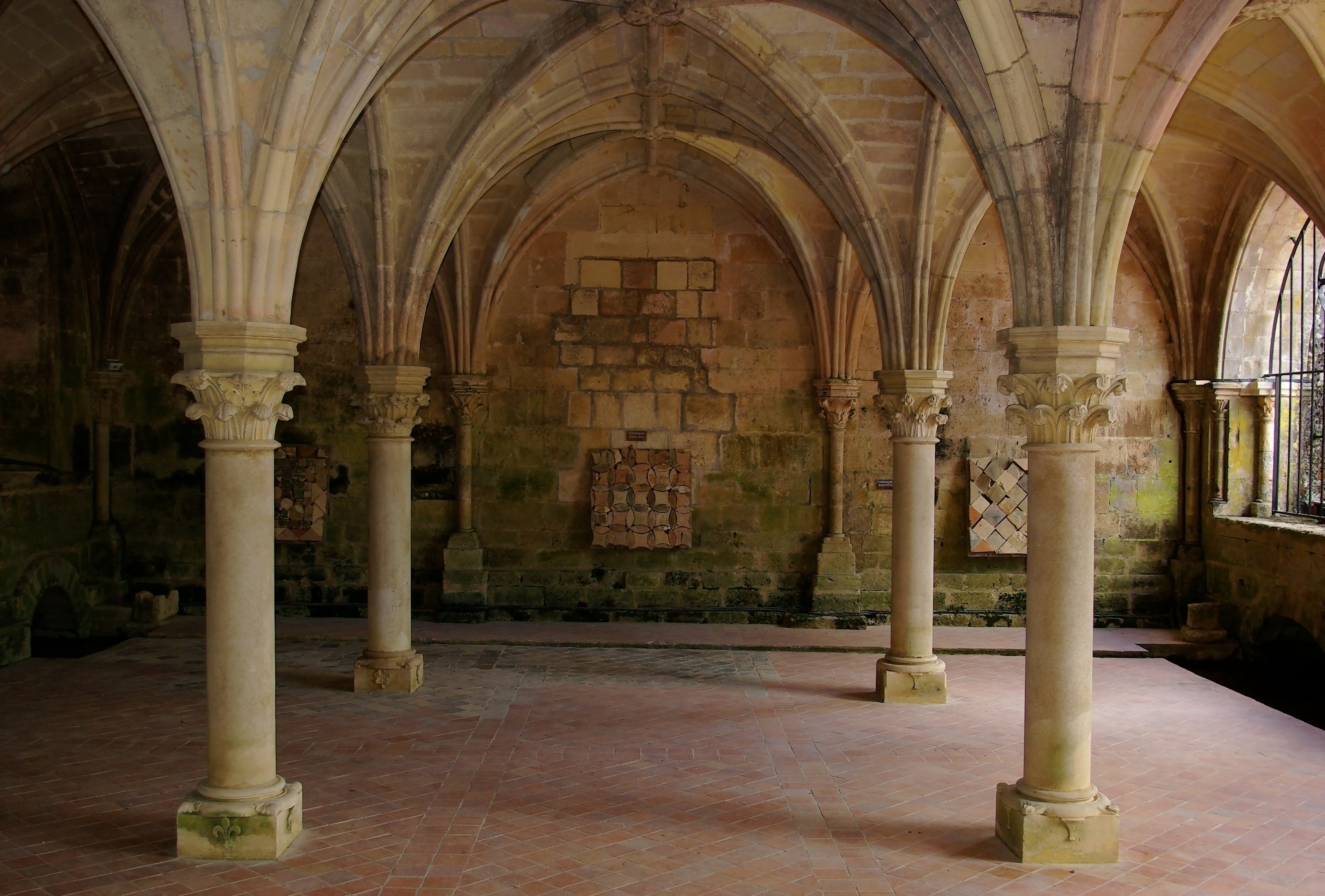
Kapitelsaal
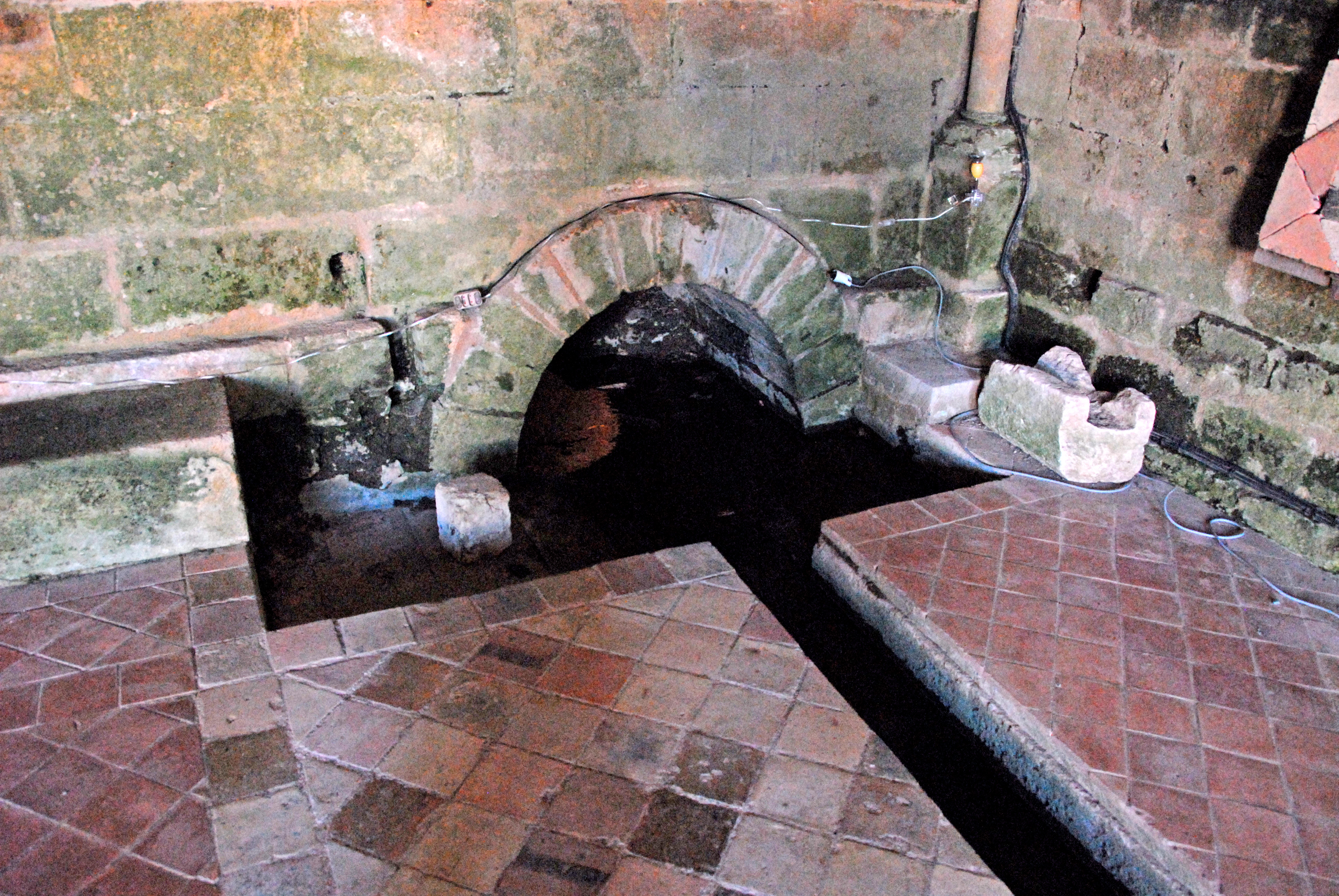
Der Bach Fontdouce durchquert den Kapitelsaal
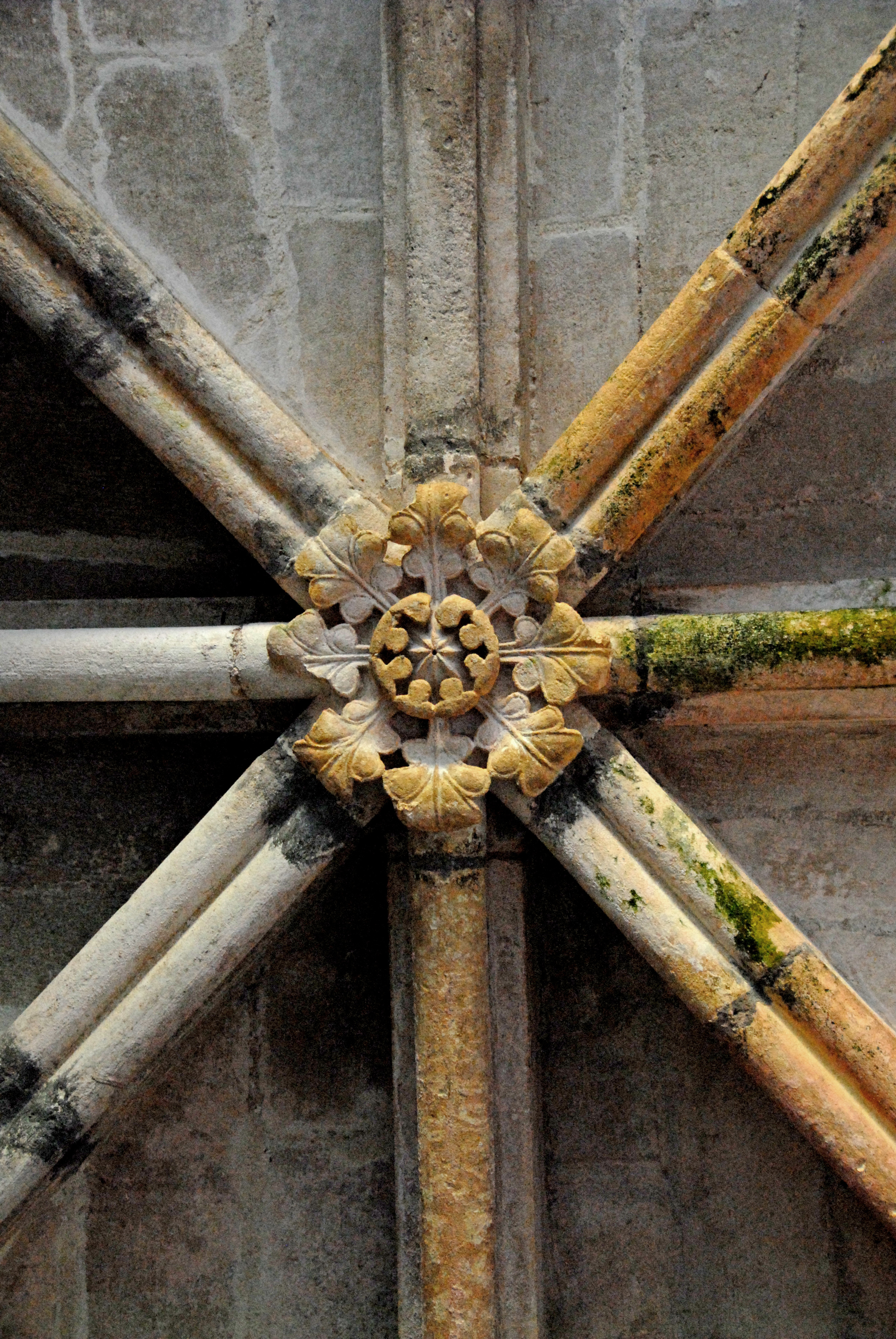
Schlussstein Kapitelsaal
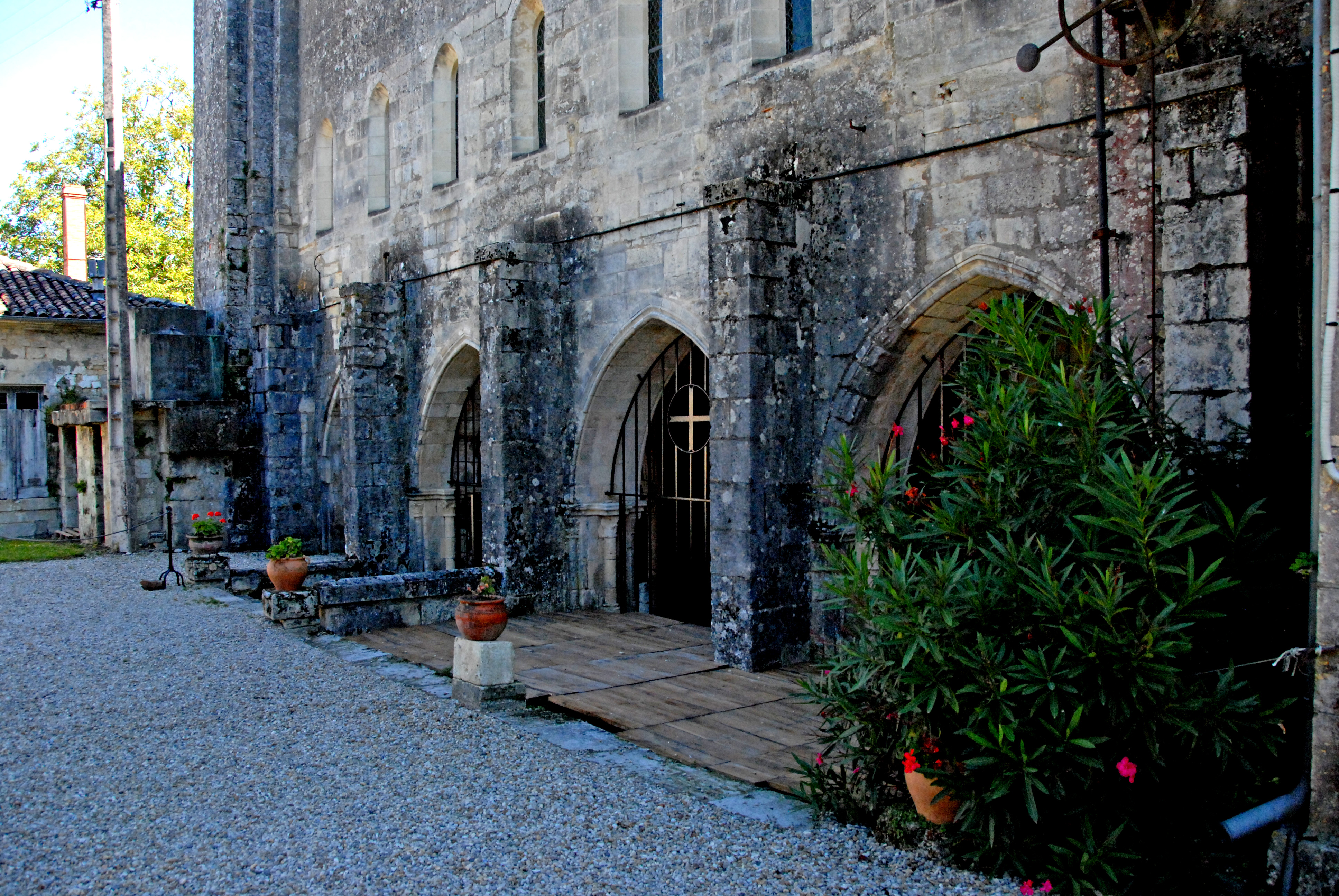
Fenster des Kapitelsaals, oben Dormitorium

### Der gotische Kreuzgang (zerstört)
Vor den Fenstern des Kapitelsaals befindet sich ein freier Platz, der vermutlich noch die Reste der Grundmauern des gotischen Cloître (franz. Kreuzgang) birgt. Sie warten auf eine Freilegung. Von da aus sieht man oberhalb des Kapitelsaals die Fenster des „Dormitoriums“ (Schlafraum der Mönche), die seit dem 19. Jahrhundert von der Familie des Eigentümers bewohnt werden. An der Außenwand befindet sich noch der Rest einer Wasserpumpe, die den Wohnbereich versorgte. Gegenüber dem Kapitelsaal gibt es einen Glockenturm, der über der ehemaligen Klosterküche errichtet wurde, nachdem die Abteikirche (mit Vierungsturm ?) im 16. Jahrhundert zerstört worden war.

### Sprechgang

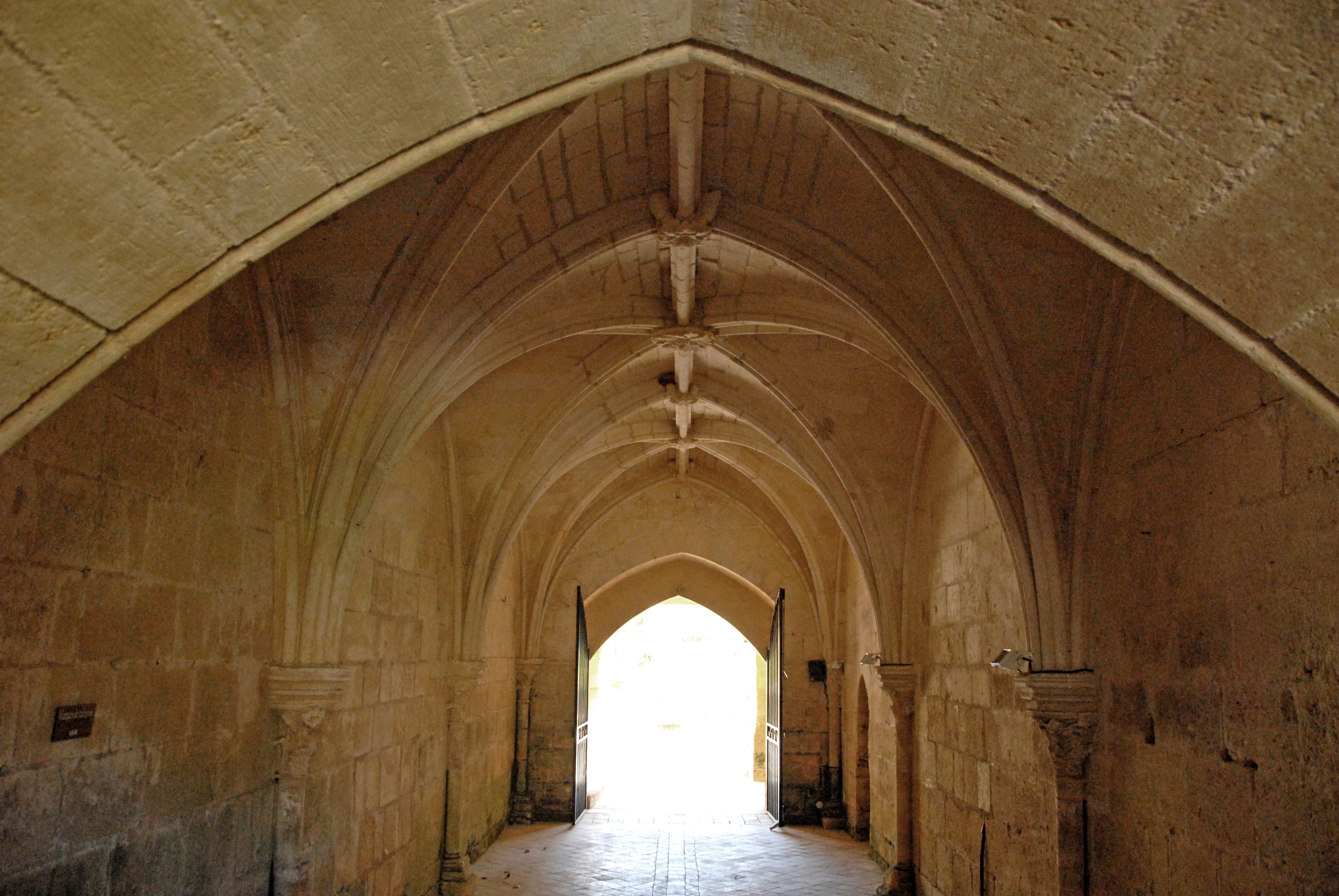
Sprechgang

Der Flur unmittelbar neben dem Kapitelsaal, überdeckt mit einem gotischen Kreuzrippengewölbe (wie im Kapitelsaal), ist die Verbindungsachse zwischen dem nicht mehr erhaltenen Cloitre und dem Außenbereich. Durch diesen Flur gingen die manuell arbeitenden Mönche morgens zur Arbeit in den Gärten und Feldern und kehrten abends dahin wieder zurück. Hier konnten die Mönche miteinander sprechen (daher Sprechgang). Über ein „Akustikloch“ konnten vom Kapitelsaal aus die Gespräche unbemerkt belauscht werden.
Neben dem Sprechgang gibt es einen kleinen fensterlosen Raum, der als Karzer diente für Mönche, die gegen die Regeln des heiligen Benedikt verstoßen hatten.

### Abteikirche (zerstört)

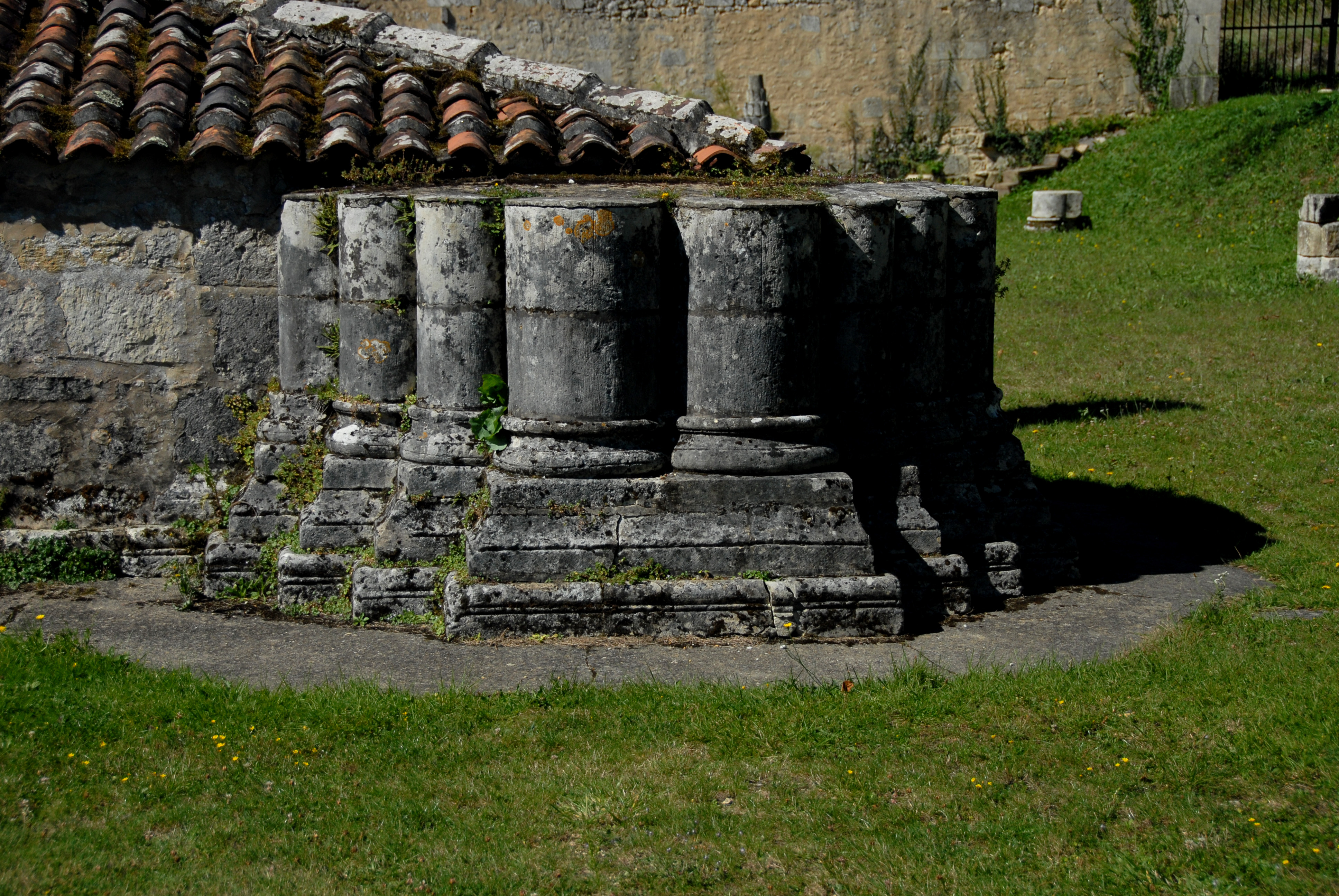
Säulenstumpf Vierung, ehem. Abteikirche

Die Ende des 12. Jahrhunderts errichtete Abteikirche wurde während der Religionskriege und der französischen Revolution bis auf kümmerliche Reste zerstört. Noch erhalten ist vom südlichen Querhaus die äußere Kapelle mit zwei Säulen und einer Treppe, ursprünglich zum Turm führend. Weiterhin erhalten sind noch Reststücke der Grundmauern des Langhauses und ein Säulenstumpf.

### Obere romanische Kapelle, Saal der Mönche und Refektorium
Die obere Kapelle stammt aus derselben Zeit wie die untere und gehört damit zu den ältesten Bauteilen der Abtei. Im 18. Jahrhundert hat man durch den Einzug von Zwischenwänden drei Wohnräume geschaffen. Die romanischen Fensteröffnungen wurden durch zeitgenössische Fenster ersetzt.
Vor dem Haupteingang zum Wohnhaus des Eigentümers werden zurzeit (Sommer 2007) die teilweise noch aufgehenden Mauern einer „Salle des Moines“, eines großen Saales der Mönche bzw. dessen Unterkellerung freigelegt.

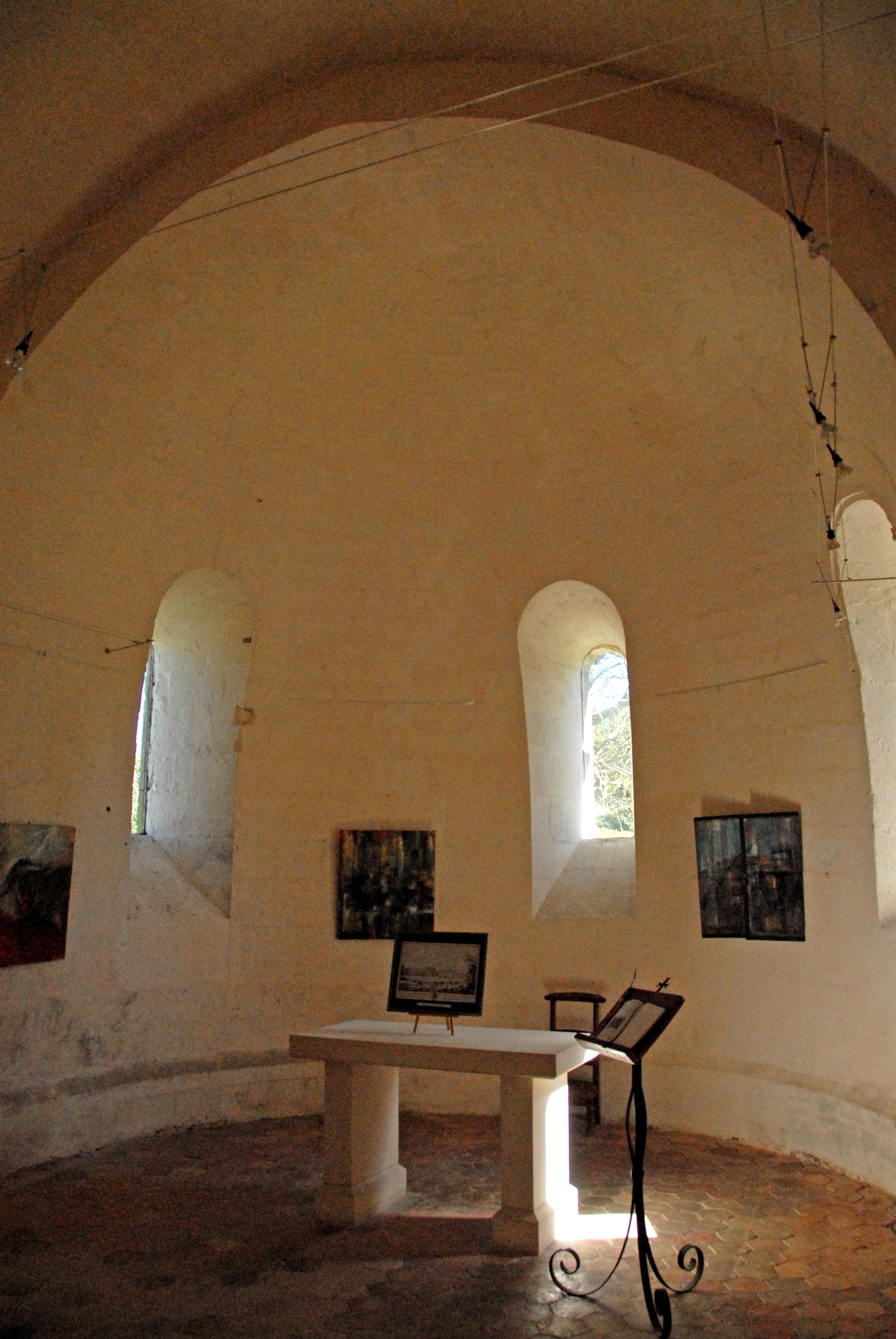
Obere romanische Kapelle

An der Südgalerie des ehemaligen Kreuzganges und in Verlängerung des Sprechgangs befand sich ein Refektorium (gemeinsamer Speiseraum), von dem heute nichts mehr übrig geblieben ist.

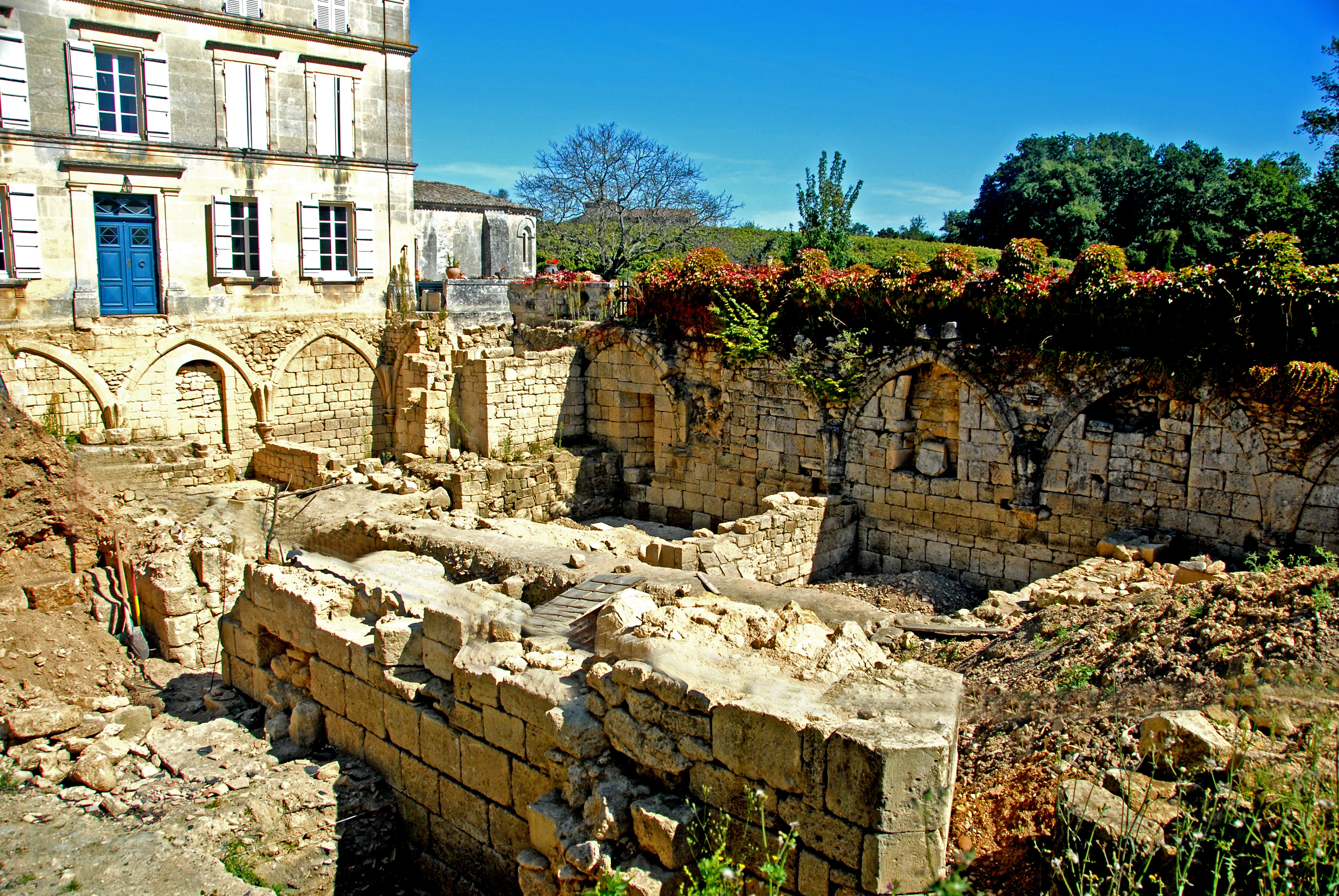
Ausgrabung Saal der Mönche